# Łora Kitipowa
Łora Kitipowa (ur. 19 maja 1991 w Sofii) – bułgarska siatkarka, reprezentantka kraju, grająca na pozycji rozgrywającej. 

## Sukcesy klubowe
Puchar Bułgarii:
- 2008, 2011, 2018

Liga bułgarska:
- 2008, 2011, 2018, 2020
- 2009, 2010

Liga azerska:
- 2015

Puchar CEV:
- 2019

Liga rumuńska:
- 2019
- 2024[2]

Puchar Rumunii:
- 2019

Superpuchar Ukrainy:
- 2020, 2021

Puchar Ukrainy:
- 2021, 2022[3]

Liga ukraińska:
- 2021[4], 2022

Liga kazachstańska:
- 2023

## Sukcesy reprezentacyjne
Liga Europejska:
- 2018, 2021
- 2012
- 2011, 2013

## Nagrody indywidualne
- 2018: Najlepsza rozgrywająca Ligi Europejskiej